# Bayerisches Federgras
Das Bayerische Federgras (Stipa pulcherrima subsp. bavarica) gilt bei manchen Autoren als Unterart aus der Gattung der Federgräser (Stipa). Sie ist äußerst selten.

## Beschreibung

### Vegetative Merkmale
Das Bayerische Federgras ist eine ausdauernde krautige Pflanze und erreicht Wuchshöhen von etwa 70 Zentimetern. Sie wächst in Horsten. Die langen Laubblätter sind grau-grüne. Die unteren Blattscheiden der Halme und Erneuerungssprosse (vor allem in ihrem oberen Teil) sind dicht und kurz behaart. Die Blattspreiten sind auf der Unterseite sowie oberseits auf und an den Flanken der Rippen kurz und dicht behaart. Die Ligula sind gestutzt.

### Generative Merkmale
Die Deckspelze ist 23 bis 25 Millimeter lang mit 33 bis 41 Zentimeter langen Grannen. Die Haarreihe auf dem Mittelnerv der Deckspelze ist länger als die der Nachbarnerven. Die Haarreihe jeweils am Rand der Spelze läuft bis zur Ansatzstelle der Granne durch. Die Spelze hat am oberen Ende zwei etwa 1 Millimeter lange, abgerundete, am Rand fein behaarte Seitenlappen.

## Vorkommen
Das Bayerische Federgras wächst weltweit nur an einem einzigen Standort, ein Trockenrasen im Naturschutzgebiet Finkenstein bei Neuburg an der Donau. Es wächst nur auf einer Fläche von ca. 30 m² mit gut 100 Horsten und hat damit die kritische Populationsgröße unterschritten. Das Vorkommen ist seit 1848 bekannt. Die örtliche Naturschutzbehörde bemüht sich um den Erhalt dieser Unterart. Sie wächst dort zusammen mit der Erd-Segge (Carex humilis), dem Kalk-Blaugras (Sesleria caerulea), Berg-Lauch (Allium lusitanicum) und dem Bleichen Schöterich (Erysimum crepidifolium).
Sie ist durch die BArtSchV und durch die FFH-Richtlinie Anhang II und IV der Europäischen Union streng geschützt.

## Taxonomie
Der taxonomische Status des Bayerischen Federgrases ist umstritten: Ursprünglich wurde es als eigene Art Stipa bavarica von Jan Otakar Martinovský (1903–1980) und Hildemar Scholz (1928–2012) in Willdenowia Band 4, Teil 3, S. 322 1968 erstbeschrieben. Es könnte sich um eine Kreuzung aus dem Gelbscheidigen Federgras (Stipa pulcherrima) und dem Weichhaarigen Federgras (Stipa dasyphylla) handeln. Heute wird es meist als eine Unterart des Gelbscheidigen Federgrases geführt und dann Bayerisches Gelbscheidiges Federgras (Stipa pulcherrima ssp. bavarica (Martinovský & H.Scholz) Conert) genannt. Doch oft gilt es als Art Stipa bavarica Martinovský & H.Scholz.